# Trümmerkugel Pasewalk–Police–Phoenix

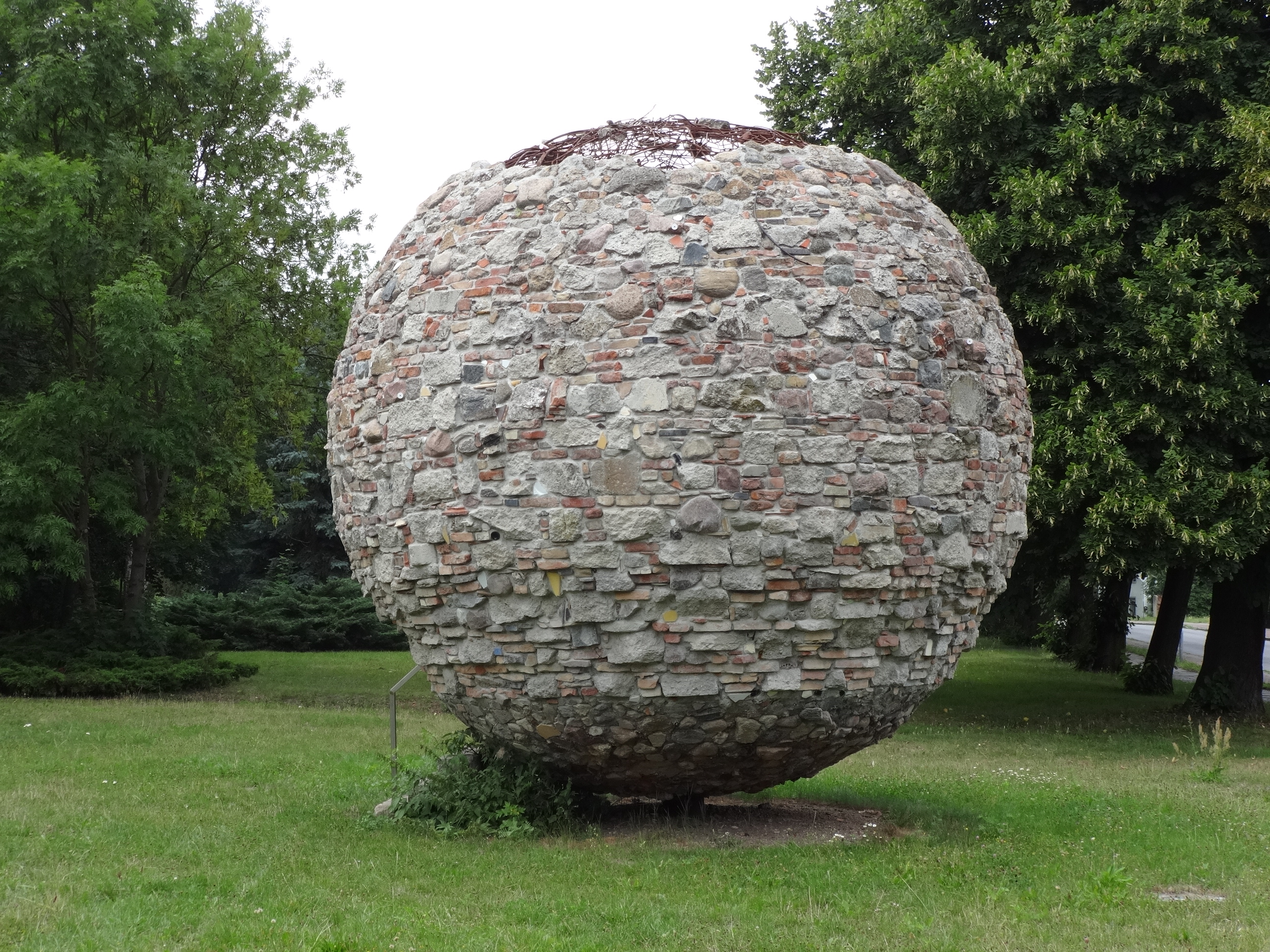
Trümmerkugel Pasewalk–Police–Phoenix von Ernest Daetwyler in Pasewalk

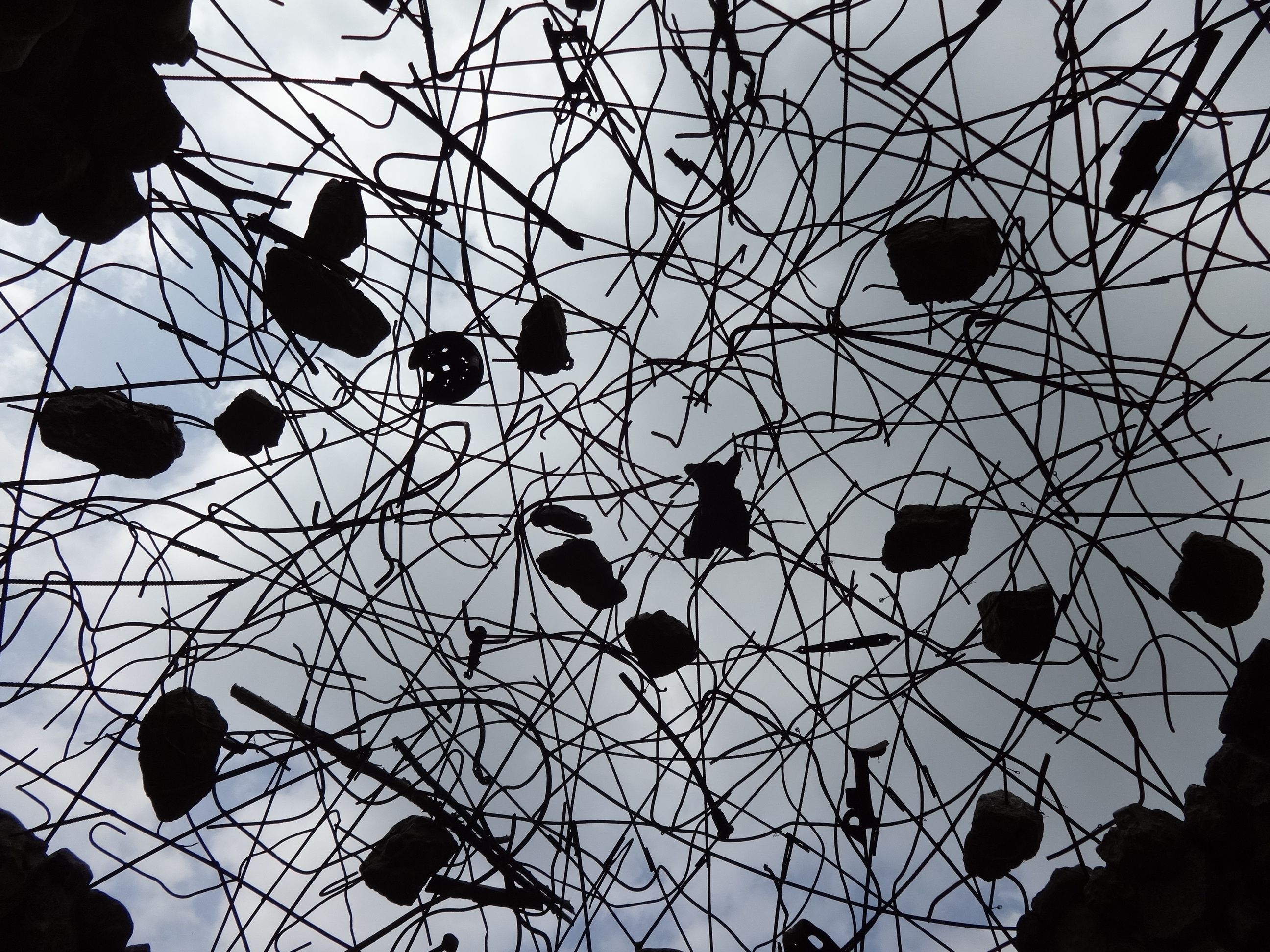
Ausblick aus der Kugel

Die Trümmerkugel Pasewalk–Police–Phoenix ist ein Kunstwerk des schweizerisch-kanadischen Installationskünstlers Ernest Daetwyler in Pasewalk im Landkreis Vorpommern-Greifswald in Mecklenburg-Vorpommern.
Die Kugel war ein grenzüberschreitendes Projekt zwischen der Stadt Pasewalk und der polnischen Partnergemeinde Police. Daetwyler verarbeitete rund 30 Tonnen Trümmer aus dem Zweiten Weltkrieg zu einer zeitgenössischen Skulptur in Form einer Kugel mit einem Durchmesser von rund 5,5 Metern. Er erhielt dabei die Unterstützung von Studierenden aus Berliner Universitäten wie auch der Europa-Universität Viadrina in Frankfurt (Oder). Sie bargen, reinigten und transportierten Trümmer aus den beiden Städten, die im Krieg schwer zerstört wurden. Die Trümmer aus Pasewalk stammten beispielsweise aus dem Ortsteil Friedberg, in dem Pasewalker Bauern 1945 den Schutt mit Hilfe von Pferdefuhrwerken abluden und der 2007 dort noch vorhanden war. Auf einem Betonfundament errichteten sie zunächst ein Gerüst aus Stahl und fügten die geborgenen Teile innerhalb von sieben Monaten zu einem Kunstwerk zusammen. Das Ziel war, ein „Symbol für Transformation und Erneuerung“ zu schaffen.
Um die Trümmerstücke zusammenzufügen, waren rund 12,5 Tonnen Betonersatzmörtel erforderlich. Das Kunstwerk ist über eine kleine Treppe begehbar und wurde im Dezember 2009 fertiggestellt. Am 12. März 2011 brachte man eine Informationstafel an.